# Augusto II da Polônia
Augusto II, o Forte (em polonês/polaco:  August II Mocny; em alemão:  August der Starke; em lituano:  Augustas II; 12 de maio de 1670 – 1 de fevereiro de 1733), também conhecido na Saxônia como Frederico Augusto I, foi eleitor da Saxônia em 1697, vigário imperial e eleito rei da Polônia e grão-duque da Lituânia nos anos de 1697-1706 e de 1709 até sua morte em 1733. Ele foi sucedido por seu filho, Augusto III da Polônia.
A grande força física de Augusto lhe rendeu os apelidos de "o forte", "o Hércules saxão" e "mão de ferro". Ele gostava de mostrar que cumpria seu nome quebrando ferraduras com as mãos nuas e se envolvendo com Arremesso de raposas, segurando a ponta do estilingue com apenas um dedo, enquanto dois dos homens mais fortes de sua corte mantinham a outra extremidade. Ele também é notável por ser pai de um número muito grande de filhos.
Para ser eleito rei da Comunidade Polaco-Lituana, Augusto converteu-se ao catolicismo. Como católico, ele recebeu a Ordem do Tosão de Ouro do Sacro Imperador Romano. Como eleitor da Saxônia, ele talvez seja mais lembrado como patrono das artes e da arquitetura. Ele estabeleceu a capital saxã de Dresden como um grande centro cultural, atraindo artistas de toda a Europa para sua corte. Augusto também acumulou uma impressionante coleção de arte e construiu luxuosos palácios barrocos em Dresden e Varsóvia.

## Biografia
Augusto nasceu em Dresden em 12 de maio de 1670, filho mais novo do eleitor João Jorge III e Ana Sofia da Dinamarca. Como segundo filho, Augusto não esperava herdar o eleitorado, já que seu irmão mais velho, João Jorge IV, assumiu o cargo após a morte de seu pai em 12 de setembro de 1691. Augusto era bem-educado e passou alguns anos viajando e lutando contra a França.
Augusto casou-se com Cristina Everadina de Brandenburgo-Bayreuth em Bayreuth em 20 de janeiro de 1693. Eles tiveram um filho, Frederico Augusto II (1696-1763), que sucedeu seu pai como eleitor da Saxônia e rei da Polônia como Augusto III.
Enquanto esteve em Veneza durante a temporada de carnaval, seu irmão mais velho, o eleitor João Jorge IV, contraiu varíola de sua amante Magdalena Sibylla, de Neidschutz. Em 27 de abril de 1694, João Jorge morreu sem herdeiros legítimos e Augusto tornou-se eleitor da Saxônia, como Frederico Augusto I.

### Conversão ao Catolicismo

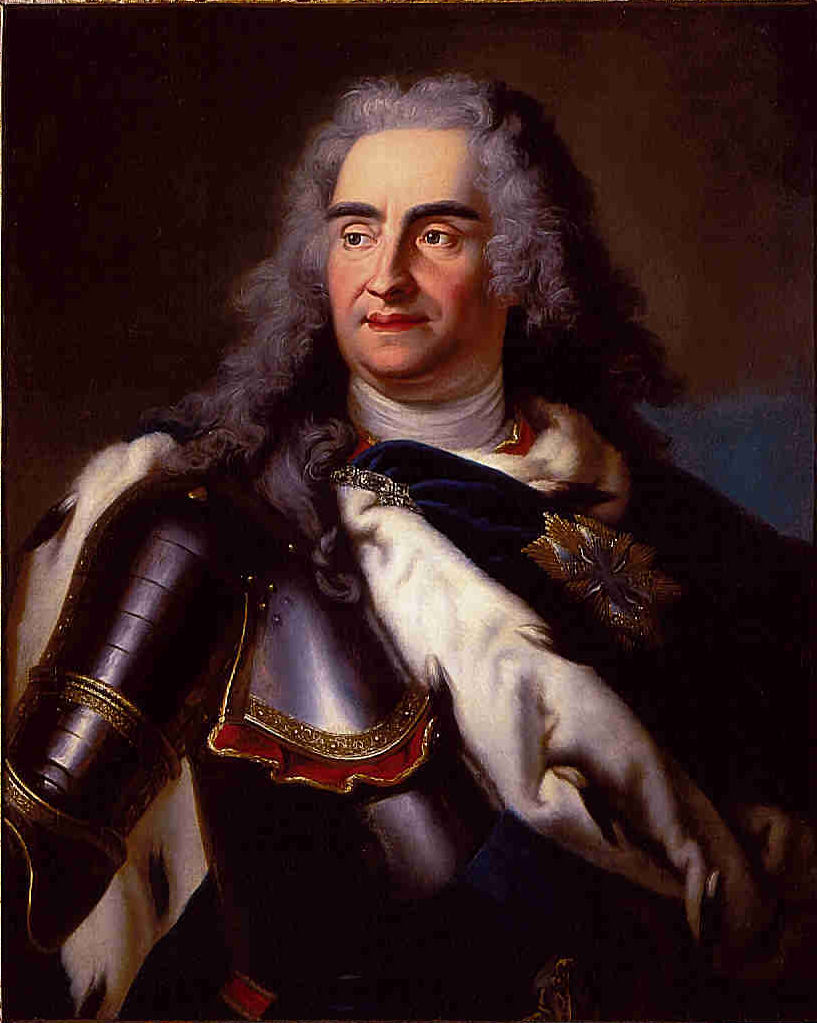
Augusto representado em armadura e usando a Ordem Polonesa da Águia Branca, por Louis de Silvestre

Para ser elegível para a eleição ao trono da Comunidade Polaco-Lituana em 1697, Augusto teve que se converter ao catolicismo romano. Os duques saxões eram tradicionalmente chamados de "campeões da Reforma". A Saxônia havia sido um reduto do protestantismo alemão e, portanto, a conversão de Augusto foi considerada chocante na Europa protestante. Embora o príncipe-eleitor garantisse o status quo religioso da Saxônia, a conversão de Augusto alienou muitos de seus súditos protestantes. Como resultado do enorme dispêndio de dinheiro usado para subornar a nobreza e o clero poloneses, os contemporâneos de Augusto referiram-se ironicamente às ambições reais do duque saxão como sua "aventura polonesa".
Sua política de igreja dentro do Sacro Império Romano seguia o luteranismo ortodoxo e contrariava suas novas convicções religiosas e absolutistas. Os príncipes protestantes do império e os dois eleitores protestantes restantes (de Hanôver e Prússia) estavam ansiosos para manter a Saxônia bem integrada em seu campo. Segundo a Paz de Augsburgo, Augusto teoricamente tinha o direito de reintroduzir o catolicismo romano (ver Cuius regio, eius religio), ou pelo menos conceder total liberdade religiosa a seus colegas católicos na Saxônia, mas isso nunca aconteceu. A Saxônia permaneceu luterana e os poucos católicos romanos que residiam na Saxônia careciam de direitos políticos ou civis. Em 1717, ficou claro o quão embaraçosa era a situação: para realizar seus ambiciosos planos dinásticos na Polônia e na Alemanha, era necessário que os herdeiros de Augusto se tornassem católicos romanos. Depois de cinco anos como convertido, seu filho - o futuro Augusto III - declarou publicamente seu catolicismo romano. Os Estados saxões ficaram indignados e revoltados quando ficou claro que sua conversão ao catolicismo não era apenas uma questão de forma, mas também de substância.
Desde a paz da Vestfália, o eleitor da Saxônia era o diretor do corpo protestante na Dieta Imperial. Para aplacar os outros estados protestantes no Império, Augusto delegou nominalmente a direção do corpo protestante a João Adolfo II, duque de Saxe-Weissenfels. No entanto, quando o filho do eleitor também se converteu ao catolicismo, o eleitorado enfrentou uma sucessão católica hereditária em vez de um retorno a um eleitor protestante após a morte de Augusto. Quando a conversão se tornou pública em 1717, Brandenburgo-Prussia e Hanôver tentaram expulsar a Saxônia da diretoria e se nomearam como diretores conjuntos, mas desistiram da tentativa em 1720. A Saxônia manteria a direção do corpo protestante na Dieta Imperial até a dissolução do Sacro Império Romano em 1806, apesar do fato de que todos os demais eleitores da Saxônia eram católicos.
A esposa de Augusto, Cristina, recusou-se a seguir o exemplo do marido e permaneceu uma protestante firme. Ela não compareceu à coroação do marido na Polônia e levou uma vida bastante tranquila fora de Dresden, ganhando popularidade por sua teimosia.

## Rei da Polônia

### Primeiro Reinado
Após a morte do rei polonês João III Sobieski e depois de se converter ao catolicismo, Augusto venceu a eleição como rei da Comunidade Polaco-Lituana em 1697, com o apoio da Rússia e da Áustria, que o financiaram através do banqueiro Berend Lehmann. Na época, alguns questionaram a legalidade da eleição de Augusto, já que outro candidato, Francisco Luís, príncipe de Conti, havia recebido mais votos. Cada candidato, Conti e Augusto, foi proclamado rei por uma autoridade eclesiástica diferente: (o Primaz Michaŀ Radziejowski proclamou Conti e o bispo de Kujawy, Stanisław Dąmbski proclamou Augusto). No entanto, Augusto correu para a Comunidade com um exército saxão, enquanto Conti ficou na França por dois meses.
Embora ele tenha liderado as tropas imperiais contra a Turquia em 1695 e 1696 sem muito sucesso, Augusto continuou a guerra da Liga Sagrada contra a Turquia e, após uma campanha na Moldávia, seu exército polonês acabou derrotando a expedição tártara na batalha de Podhajce em 1698. Essa vitória obrigou o Império Otomano a assinar o Tratado de Karlowitz em 1699. Podolia e Kamieniec Podolski retornaram à Polônia. Um governante ambicioso, Augusto esperava tornar o trono polonês hereditário em sua família e usar seus recursos como eleitor da Saxônia para impor alguma ordem à caótica comunidade polonesa-lituana. No entanto, ele logo se distraiu de seus projetos de reforma interna pela possibilidade de conquista externa. Ele formou uma aliança com Frederico IV da Dinamarca e Pedro I da Rússia para despojar o jovem rei sueco Carlos XII (primo de Augusto) de suas posses. A recompensa da Polônia pela participação na Grande Guerra do Norte deveria ter sido o território sueco da Livônia. Carlos provou ser um comandante militar capaz, no entanto, rapidamente forçando os dinamarqueses a sair da guerra e depois expulsando os russos em Narva em 1700, permitindo assim que ele se concentrasse na luta com Augusto. No entanto, essa guerra acabou sendo tão desastrosa para a Suécia quanto para a Polônia.
Carlos derrotou o exército de Augusto em Riga em julho de 1701, forçando o exército polonês-saxão a se retirar de Livônia, e seguiu-o com uma invasão da Polônia. Ele capturou Varsóvia em 14 de maio de 1702, derrotou o exército polonês-saxão novamente na Batalha de Kliszów (julho de 1702) e tomou Cracóvia. Ele derrotou outro exército de Augusto sob o comando do Marechal de Campo Adam Heinrich von Steinau na Batalha de Pułtusk, na primavera de 1703, e cercou e capturou Toruń.
A essa altura, Augusto estava certamente pronto para a paz, mas Carlos achava que estaria mais seguro se pudesse estabelecer alguém com quem tivesse mais influência no trono polonês. Em 1704, os suecos instalaram Estanislau Leszczyński e amarraram a comunidade à Suécia, o que obrigou Augusto a iniciar operações militares na Polônia ao lado da Rússia (uma aliança foi concluída em Narva no verão de 1704). A guerra civil resultante na Polônia (1704-1706) e a campanha de Grodno (1705-1706) não foram boas para Augusto. Após a Batalha de Fraustadt, em 1 de setembro de 1706, Carlos invadiu a Saxônia, forçando Augusto a ceder o trono polonês a Leszczyński pelo Tratado de Altranstädt (outubro de 1706).
Enquanto isso, o czar Pedro da Rússia havia reformado seu exército e ele sofreu uma derrota incapacitante para os suecos na batalha de Poltava (1709). Isso significou o fim do Império Sueco e a ascensão do Império Russo.

### Segundo Reinado
A Comunidade Polaco-Lituana enfraquecida logo passou a ser considerada quase um protetorado da Rússia. Em 1709, Augusto II retornou ao trono polonês sob os auspícios russos. Mais uma vez, ele tentou estabelecer uma monarquia absoluta na Comunidade Polaco-Lituana, mas foi confrontado com a oposição da nobreza (szlachta). Ele foi prejudicado pelo ciúme mútuo dos saxões e poloneses, e uma luta eclodiu na Polônia, que só terminou quando o rei prometeu limitar o número de seu exército naquele país a 18 000 homens. Pedro, o Grande, aproveitou a oportunidade para posar como mediador, ameaçou militarmente a Comunidade, e em 1717, forçou Augusto e a nobreza a assinar uma acomodação favorável aos interesses russos, no Sejm Silencioso (Sejm Niemy).
Durante o restante de seu reinado, em um relacionamento desconfortável, Augusto ficou mais ou menos dependente da Rússia (e em menor grau da Áustria) para manter seu trono. Ele desistiu de suas ambições dinásticas e concentrou-se nas tentativas de fortalecer a Comunidade. Confrontado com a oposição interna e externa, no entanto, ele conseguiu pouco.

## Casamento e relações amorosas
Augusto casou com Cristiana Everadina de Brandemburgo-Bayreuth em Bayreuth a 20 de janeiro de 1693. A Eleitora Cristiana, que permaneceu protestante, e que se recusou a mudar para a Polônia com o marido, preferiu passar o seu tempo na mansão em Pretzsch, no Elba, onde veio a falecer.
Augusto, um homem bastante mulherengo, nunca sentiu falta da mulher, passando o seu tempo com uma série de amantes:
- 1694–1696 com a Condessa Maria Aurora de Königsmarck;
- 1696–1699 com a Condessa Ana Aloísia Maximiliana von Lamberg;
- 1698–1704 com Ursula Catarina de Altenbockum, mais tarde Princesa de Teschen;
- 1701–1706 com a turca Fatima, mais tarde redenominada Maria Aurora de Spiegel;
- 1704–1713 com Ana Constança de Brockdorff, mais tarde Condessa de Cosel;
- 1706–1707 com Henriqueta Rénard;
- 1708 com Angélica Duparc, bailarina francesa e atriz;
- 1713–1719 com Maria Madalena de Bielinski, Condessa de Dönhoff pelo seu primeiro casamento, e Princesa Lubomirska pelo segundo casamento;
- 1720–1721 com Erdmuthe Sofia de Dieskau, Loß por casamento;
- 1721–1722 com a Baronesa Cristiana de Osterhausen, Stanisławski por casamento;
- ?–? com Frederica, uma mulher negra.

## Descendência
A 17 de outubro de 1696, três anos após o seu casamento, Augusto e Cristiana Everadina, tiveram um filho, batizado de Frederico Augusto tal como o pai, nascido na cidade de Dresda. Esta foi a única gravidez ao longo dos 34 anos de casamento.
O filho foi criado pela sua avó paterna, Ana Sofia da Dinamarca. Como a mãe e avó mantinham uma boa relação, Cristiana Everadina visitava o filho frequentemente.

### Descendência ilegítima
Fontes contemporâneas, incluindo Guilhermina de Bayreuth, alegam que Augusto teria 365 ou até 382 filhos, número extremamente difícil de confirmar; oficialmente Augusto reconheceu apenas uma pequena fração desse número como seus bastardos (as mães destes "escolhidos", com excepção de Fátima, eram todas senhoras aristocráticas):
de Maria Aurora de Königsmarck
1. Maurício, Conde de Saxe (Moritz, Graft von Sachsen) (1696-1750).

de Ursula Catharina de Altenbockum
1. João Jorge (Johann Georg), Cavaleiro de Saxe (1704-1774), mais tarde Governador de Dresden.

da turca Fatima, mais tarde Maria Aurora de Spiegel
1. Frederico Augusto, Conde Rutowsky (Friedrich Augustus, Graft Rutowski) (1702-1764);
2. Maria Ana Katharina, Condessa Rutowska (Maria Anna Katharina, Grafin Rutoewska) (1706–1746), casou primeiro em janeiro de 1728 com Michał, Conde Bieliński, de quem se divorciou em 1732; casou em segundas núpcias, em fevereiro de 1732, com Cláudio Maria Noyel, Conde de Bellegarde e d'Entremont.

de Ana Constança de Brockdorff
1. Augusta Ana Constaça (Augusta Anna Constantia) (1708-1728), Condessa de Cosel; casou em 3 de junho de 1725 com Henrique Frederico, Conde de Friesen;
2. Frederica Alexandrina (Fredericka Alexandrine) (1709-1784), Condessa de Cosel; casou em 18 de fevereiro de 1730 com Jan Kanty, Conde Moszyński;
3. Frederico Augusto (Frederick Augustus) (1712-1770), Conde de Cosel; casou em 1 de junho de 1749 com a Condessa Frederica Cristiana de Holtzendorff. Com geração.

de Henriqueta Rénard
1. Ana Catarina (Anna Karolina) (1707-1769), Condessa Orzelska; casou em 10 de agosto de 1730 com Carlos Luís Frederico de Schleswig-Holstein-Sonderburg-Beck, de quem se divorciou em 1733.